# Назаров, Михаил Григорьевич
Михаил Григорьевич Назаров (1878 — 1932) — участник революций 1905—1907 и 1917 годов, участник гражданской войны, машинист паровоза депо станции Златоуст, Герой Труда.

## Биография
Родился в 1878 году в селе Никольск Буинского уезда Симбирской губернии в семье крестьянина-бедняка.
С 14 лет начал работать: учеником на заводе Крестовниковых в Казани (1892—1896), на волжских пароходах «Могучий» и «Меридиан» (до 1899 года), помощником машиниста паровоза в депо Сызрань (до 1901 года). С 1901 года в Златоусте — слесарь паровозного депо, затем машинист паровоза.
С 1905 года член РСДРП(б). Участвовал в революции 1905—1907 годов в Златоусте. В 1914 году был уволен с железной дороги как неблагонадежный и до 1917 года работал на металлургическом заводе (Златоуст), машинистом паровоза.
В 1917 году — один из организаторов Красной Гвардии на станции Златоуст. С января 1918 года — в Петрограде, на съезде железнодорожников.
Во время гражданской войны — командир бронесил 5-й Армии. После освобождения Златоуста руководил здесь железнодорожным ревкомом, участвовал в восстановлении разрушенного железнодорожного транспорта. С сентября 1920 года — комиссар железнодорожного коммунистического отряда по борьбе с бандитизмом. С 1922 года — вновь машинист паровоза депо станции Златоуст.
В 1929 году добровольцем участвовал в боях на КВЖД (Дальний Восток) на бронепоезде в составе 1-й Приморской и 26-й Златоустовской дивизии. После завершения боев на КВЖД — машинист паровоза депо станции Златоуст.
Умер в Златоусте в 1932 году. Похоронен у подножия памятника, установленного на месте первого боя с белочехами.

## Память
Именем Назарова названа улица и поселок, его имя носила пионерская дружина школы № 21 (станция Златоуст).

## Награды
За долголетнюю самоотверженную работу на железнодорожном транспорте 20 августа 1928 года был удостоен звания Героя Труда.
Кавалер двух орденов Красного Знамени (1919, 1929).